# Барахоєва Лемка Ельбускіївна
Лемка Ельбускіївна Барахоєва  — Герой Соціалістичної Праці. Рекордсмен по надоях у СРСР 1964 року. Депутат Верховної Ради СРСР VII-го скликання 1966—1970. Член ВЦРПС.

## Біографія
Лемка Ельбускіївна Барахоєва — єдина жінка-інгушка, якій присвоєно звання Героя Соціалістичної Праці.
Народилася Лемка в 1918 році в с. Сагопші (нині — в Малгобецькому районі). Рано залишилася без батьків. Зростала разом із двоюрідними братами і сестрами.
Коли чоловік загинув на фронті, вона стала годувальницею всієї родини, одна виховувала малолітніх дітей. Лемка перенесла тяготи депортації народу (1944—1957). У Кустанайській області, в с. Костерковка Щербетського району, вона почала працювати на фермі і в подальшому пов'язала свою долю з професією доярки.
Після повернення в 1957 році на батьківщину майже 20 років працювала в радгоспі «Назранівський». Швидко стала збільшувати надої молока, та так, що в 1964 році стала рекордсменкою по надоях молока в СРСР.
Незабаром за особливі заслуги Лемку Барахоєву рекомендували в ряди членів КПРС. Вона була делегатом XXII, XXIII, XXIV, XXV з'їздів КПРС з правом вирішального голосу. Була депутатом Верховної Ради СРСР VII-го скликання 1966—1970 і VIII-го скликання 1970—1974 років.
Одночасно Лемка Барахоєва була членом ВЦРПС.
Портрет Барахоєвої написав відомий художник Руслан Мамілов.
Нагороджена найвищими нагородами СРСР: орденом Леніна, орденом Трудового Червоного Прапора, орденом Жовтневої Революції та багатьма медалями. Указом Президії Верховної Ради СРСР від 24 грудня 1965 року їй присвоєно звання Героя Соціалістичної Праці..

## Досягнення
Рекордсмен по надоях в СРСР в 1964 році.
Член КПРС. Делегат з правом вирішального голосу 22, 23, 24, 25 з'їздів КПРС.
Депутат Верховної Ради СРСР VII-го скликання 1966—1970.
Член ВЦРПС.